# Мы всегда говорим «до свидания»
«Мы всегда говорим „до свидания“» (англ. «Every Time We Say Goodbye») — военный фильм 1986 года с элементами драмы, снятый режиссёром Моше Мизрахи. В главных ролях снялись Том Хэнкс и Кристина Марсильяк.

## Сюжет
Дэвид Брэдли, американский пилот британских ВВС (действие происходит до непосредственного вступления США во Вторую мировую войну) был сбит в Северной Африке. Восстанавливаясь после травмы ноги в «подмандатном» Иерусалиме, он встречает Сару — еврейку испанского происхождения. Молодые люди притягиваются друг к другу, и Дэвид влюбляется в неё, но она убеждена, что они не могут быть вместе — она принадлежит к сефардской семье со строгими традициями, тогда как он не только христианин, но и сын протестантского священника. Постепенно девушка тоже влюбляется в него, но её семья настроена против их союза. Эта история о запретной любви, культурных/религиозных различиях, а также о жертвах, на которые могут пойти влюбленные друг в друга люди.

## В ролях
- Том Хэнкс — Дэвид Брэдли
- Кристина Марсильяк[англ.] — Сара Перрара
- Бенедикт Тейлор[англ.] — Питер Росс
- Анат Ацмон[англ.] — Виктория Сассон
- Гила Альмагор — Леа
- Мони Мошонов — Ниссим
- Моше Ивги  — Даниэль
- Авнер Хискиягу — Рафаэль